# Daniel Diemer

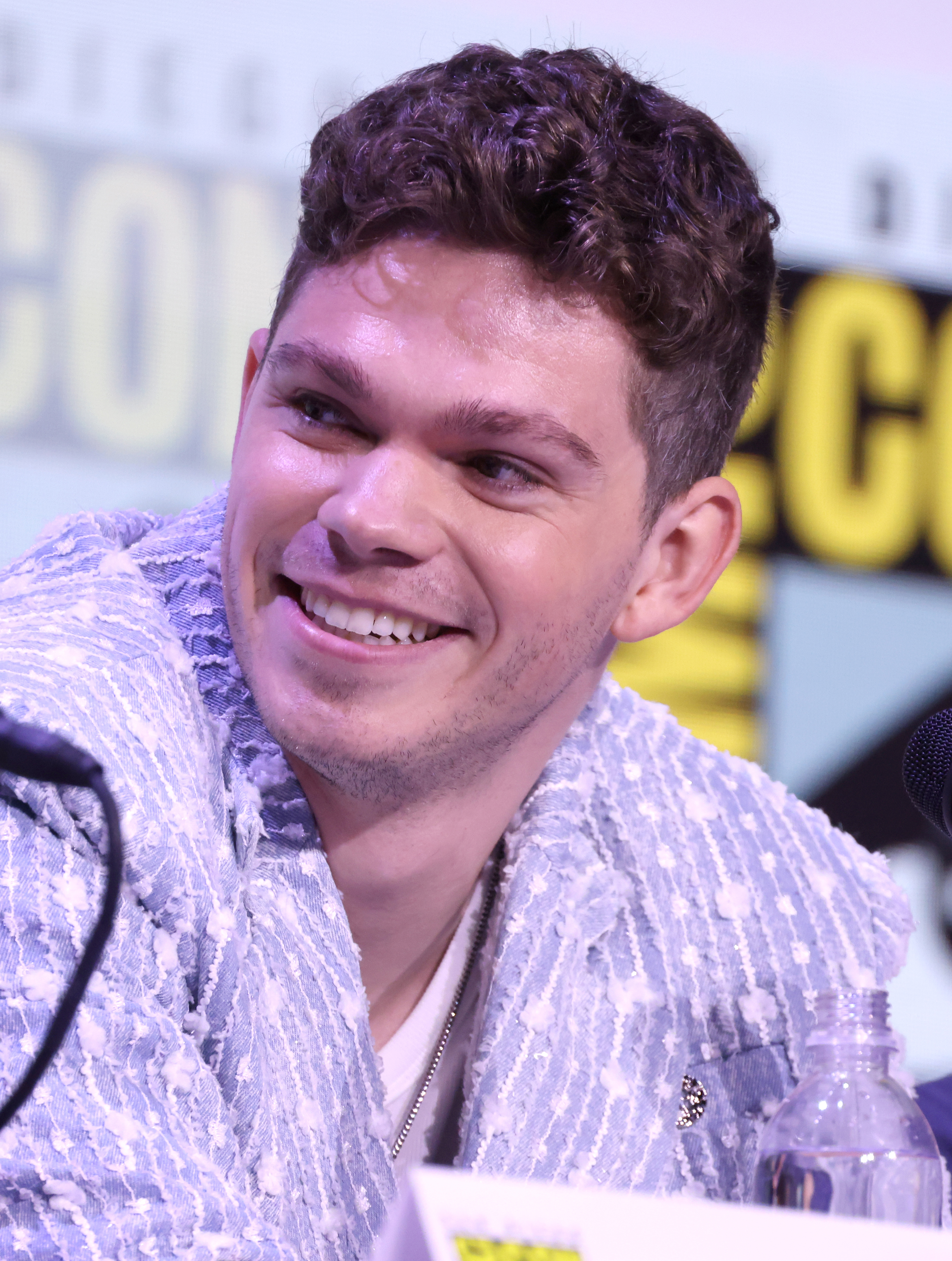
Daniel Diemer (2025)

Daniel Diemer (* 21. Juni 1996 in Brentwood) ist ein kanadischer Filmschauspieler.

## Leben
Daniel Diemer wurde 1996 im kanadischen Brentwood geboren.
Seine erste große Rolle erhielt Diemer in der Filmkomödie Nur die halbe Geschichte von Alice Wu. In dem Film spielt er in der männlichen Hauptrolle den Football-Spieler Paul Munsky, der eine Klassenkameradin um Hilfe bittet, einem Mädchen Liebesbriefe zu schreiben. Eine weitere Hauptrolle erhielt er in dem Filmdrama Little Brother von Sheridan O’Donnell, in dem er in der Titelrolle den kleinen Bruder von Philip Ettinger spielt.

## Filmografie
- 2016: Bloody Blacksmith
- 2018: Sacred Lies (Fernsehserie, 5 Folgen)
- 2020: Nur die halbe Geschichte (The Half of It)
- 2022: Verlorene Liebe
- 2022: Gänsehaut um Mitternacht (The Midnight Club, Fernsehserie, 3 Folgen)
- 2023: Supercell
- 2023: Little Brother

## Auszeichnungen
Tribeca Film Festival
- 2020: Nominierung als Bester Schauspieler – U.S. Narrative Feature (Nur die halbe Geschichte)